# Amt Neuzelle
Amt Neuzelle – Związek Gmin w Niemczech, leżący w kraju związkowym Brandenburgia, w powiecie Oder-Spree. Siedziba związku znajduje się w miejscowości Neuzelle.
W skład związku wchodzą trzy gminy:
1. Lawitz
2. Neißemünde
3. Neuzelle